# Соня Солтес
Соня Солтес (30 березня 1989) — український художник по костюмах, стиліст і дизайнер. Засновниця бренду «Lutiki».

## Життєпис
Соня Солтес народилася 30 березня 1989 року.
Закінчила Київський університет імені Бориса Грінченка.
Соня Солтес є художником-візуалістом. Вона співпрацює з модними та культурними брендами, роздрібною торгівлею та кіноіндустрією для створення видатних концепцій, стилю та візуального контенту. 
В якості художника-візуаліста працювала з Vogue, L'Officiel, Alan Badoev, Radioaktive Film, Ksenia Schnaider, Sleeper, Ruslan Baginsky, Frolov, TSUM, Atelier1 та інші.
Також вона виступила організатором зйомок і художником по костюмах для кліпу на пісню Джамали «1944», що перемогла на Євробаченні, і кліпу Onuka «Strum», номінованого на міжнародний кінофестиваль Social World Film Festival.
У 2019 році вона запустила свій власний бренд «Lutiki», відомий своїми гумками-браслетами.
18 березня 2021 року стало відомо, що Соня Солтес, разом з куратором Володимиром Кадигробом, запускає новий гід подорожей Україною — SomewhereUkraine.

## Нагороди
- 2015 — M1 Music Awards 2015 — «Стиліст року» (за роботу над образами Макса Барських у кліпі «Хочу танцевать»)[12];

- 2016 — M1 Music Awards 2016 — «Стиліст року» (за роботу над образами гурту Время и Стекло у кліпі «Навернопотомучто»)[13];

- 2017 — M1 Music Awards 2017 — «Стиліст року» (за роботу над образами гурту Время и Стекло у кліпі «На стиле»)[14];

- 2017 — Премія Design IT від Mercedes-Benz Kiev Fashion Days — «Кращий стиліст сезону»[15].